# 橋本市立紀見東中学校
橋本市立紀見東中学校（はしもとしりつきみひがしちゅうがっこう）は、和歌山県橋本市城山台の市立中学校である。

## 概要
橋本市立城山小学校、橋本市立紀見小学校、橋本市立境原小学校の卒業生が、橋本市立紀見東中学校に入学する。

## 通学区域が隣接している学校
- 橋本市立紀見北中学校
- 橋本市立橋本中央中学校
- 橋本市立隅田中学校
- （大阪府）河内長野市立東中学校